# منزل الإوز (أتلانتا)
تم بناء منزل الإوز عام 1928 لادورد اينمان وزوجته ايميلي في مدينة اطلنطا بولاية جورجيا الأمريكية. تنامت ثروة رجل الأعمال الأمريكي ادورد اينمان بعد عمله في السمسرة في بيع القطن والاستثمارات في مجالات المواصلات والبنوك والعقارات.
بعد ان احترق بيتهم الأول في منطقة انسلي بارك في اطلنطا عام 1924 كلفت عائلة اينمان شركة Hentz and Adler وهي من شركات الهندسة المعمارية انذاك في ولاية جورجيا لتصميم المنزل الجديد على أرض مساحتها 28 هكتار (110.000متر مربع) في منطقة بوكهيد في شمال اطلنطا.
الجمع بين عصر النهضة مع الطابع الكلاسيكي كان واضح على واجهة المنزل الامامية، بينما الواجهة الخلفية كانت اقل رسمية، تم بناء المنزل على اعلى تل صغير بينما جوانب التل تم تصميمها على شكل مدرجات من الحدائق ونافورات شلالية ينزل الماء منها إلى جوانب التل.
فكرة التصميم الرئيسية والجامعة هي الإوز الذي تم رسمه في كل اماكن المنزل الداخلية والارضيات 
بعد وفاة ادورد اينمان في عام 1931 قامت زوجته ايميلي باحضار عائلتها للسكن معاها في المنزل حتى وفاتها 1965.
تم امتلاك المنزل من قبل منظمة اطلنطا التاريخية في عام 1966 وتم ادارته من قبل هذه المنظمة مع العديد من قطع الاثاث الاصلية لعائلة انمان واعتباره على انه متحف للبيتوت التاريخية لفترة العشرينيات والثلاثينيات.

## في الثقافة العامة
تم تصوير مشهد في هذا المنزل من فيلم مباريات الجوع: ألسنة اللهب.